# Zeta (kronska dežela)
Zeta (srbsko in črnogorsko Зета) je bila srednjeveška regija in od 12. stoletja do sredine 14. stoletja provinca Kneževine Srbije (1091–1217), Kraljevine Srbije (1217-1345)  in Srbskega cesarstva (1346–1371), v katerih je vladala dinastija Nemanjić. V tem obdobju je bila lokalna uprava v Zeti pogosto prepuščena članom vladajoče dinastije, ki so jo upravljali kot kronsko deželo.

## Ime
Med vladanjem dukljanskega  kralja Mihajla I. je bila Zeta župa, znana kot Luška župa. Od konca 11. stoletja se je ime Zeta uporabljalo tudi za celo Dukljo, prvič v Kekaumnenovem vojaškem priročniku, napisanem v 80. letih 11. stoletja.

## Zgodovina
Srbski knez Desa Vukanović je leta 1148 osvojil Dukljo in Travunijo in zavladal kot  "knez Primorja". V Srbiji je od leta 1149 do 1153 vladal kot sovladar  z bratom Urošem II.  in zatem do leta 1162 kot samostojen vladar. Leta 1190 je Vukan Nemanjić,  veliki župan Raške in sin Štefana Nemanje, uveljavil svojo pravico do Zete. Vukana je na položaju kneza Duklje leta 1219 nasledil Đorđe Nemanjić, njega pa njegov drugi najstarejši sin Štefan Uroš I., ki je zgradil samostan Morača. Od leta 276 do 1309 je v Zeti vladala kraljica Jelena, vdova srbskega kralja Uroša I. V regiji je obnovila približno 50 samostanov, med katerimi sta najbolj znana Srđ in 
Vah v dolini Bojane. Od leta 1309 do 1321 je v  Zeti sovladal mladi kralj Stefan Uroš  III. Dečanski, najstarejši sin kralja Milutina. Podobno je od leta 1321 do 1331 skupaj z očetom vladal Štefanov mlajši sin Štefan Dušan Uroš IV Nemanjić, bodoči srbski kralj in cesar.

### Vladavina Stefana Dušana
Dušan Silni je bil kronan za cesarja leta 1331 in vladal do svoje smrti leta 1355.
V Spodnji Zeti je vladal mogotec Žarko, omenjen v dokumentu iz leta 1356 kot ropar dubrovniških trgovcev nedaleč od naselja Sv. Srđ na Skadrskem jezeru. V Zeti sami je uradno vladala Dušanova vdova Jelena, ki je bila takrat na svojem dvoru v Seresu. Junija naslednje leto je Žarko postal državljan Beneške republike, kjer je bil znan kot "gospod baron srbskega kralje s posestmi v obmorski Zetski in Bojanski regiji".
"Glavar" (kefalija, iz grškega kefale, glava) Gornje Zete je bil Đuraš Ilijić, dokler ga niso leta 1362 umorili sinovi plemiča Balše, ki je med vladanjem Dušana Silnega posedoval samo eno vas.

### Zapuščina
Za Dušanom Silnim je med padcem Srbskega cesarstva vladal njegov sin Uroš Šibki. Postopno razpadanje cesarstva je bilo posledica decentralizacije, v kateri so provincialni mogotci dobil delno in nazadnje popolno neodvisnost. Vlaška družina Balšić je na oblast prišla potem, ko je v letih 1360-1362 porazila vladarja Gornje in Spodnje Zete. V naslednjih desetletjih so Balšići postali pomembni igralci na političnem prizorišču na Balkanu. 
Zeta je ponovno prišla pod srbsko krono leta 1421, ki je Balša III. odstopil in prenesel oblast na svojega strica, despota  Stefana Lazarevića.